# Seiko 5
Seiko 5 is een submerk van de Japanse fabrikant Seiko waaronder horloges verkocht worden die voldoen aan een standaard. De horloges voldoen aan vijf eigenschappen maar zijn geen varianten op één model. Er worden verschillende aanduidingen gebruikt; Seiko 5, Seiko 5 Actus, Seiko 5 Sports en Seiko Sportsmatic 5. Het eerste horloge dat volgens de standaard werd verkocht was een Sportsmatic 5 die in 1963 op de markt verscheen. Seiko 5-horloges staan bekend om hun prijs-kwaliteitverhouding. Het submerk is geliefd bij verzamelaars.

## Eigenschappen
De naam Seiko 5 is een verwijzing naar vijf eigenschappen waar de horloges aan moeten voldoen. In de loop der tijd is de lijst van eigenschappen aan verandering onderhevig geweest. Volgens Seiko zelf, tijdens de viering van de 50e verjaardag van de Seiko 5, zag de lijst er anno 2013 als volgt uit:
- Automatisch uurwerk
- Dag- en datumweergave op drie uur
- Waterdicht
- Ingebedde kroon op vier uur
- Duurzame kast en band

De lijst van eisen is in de jaren enigszins losgelaten. Zo zijn er modellen met bijvoorbeeld de kroon op een andere positie. De eigenschappen zijn algemeen goed geworden en terug te vinden in modellen van ook andere merken. Het was onder andere Seiko 5 dat de adoptie van deze eigenschappen in gang heeft gezet.

## Geschiedenis
Seiko bracht in 1963 de Sportsmatic 5 op de markt. Dit horloge had een automatisch uurwerk, was waterdicht tot een druk van 3 atm en had dag- en datumweergave.
In 1969 streden Zwitserse fabrikanten, en Seiko, om als eerste een horloge met chronograaf én automatisch uurwerk te ontwikkelen en verkopen. Het eerste horloge dat uit deze strijd voortkwam was de Seiko 5 Sports Speed Timer. Het horloge had een teller die tot 30 minuten liep, een tachymeter en een dag- en datumweergave die ingesteld kon worden op Japans of Engels.
In 2019 werd een nieuwe lijn van Seiko 5 Sports geïntroduceerd. De lijn is onderverdeeld in de stijlen Sports, Suits, Specialist, Street en Sense. Het cijfer 5, dat op de wijzerplaten van alle Seiko 5's is afgebeeld, kreeg een nieuw ontwerp.